# Dong-gu (Busan)
Dong-gu es una distrito en el centro de Busan, Corea del Sur. Fue uno de los primeros 6 gu de Busan establecido en 1957. La Estación Busan se encuentra en Dong-gu.

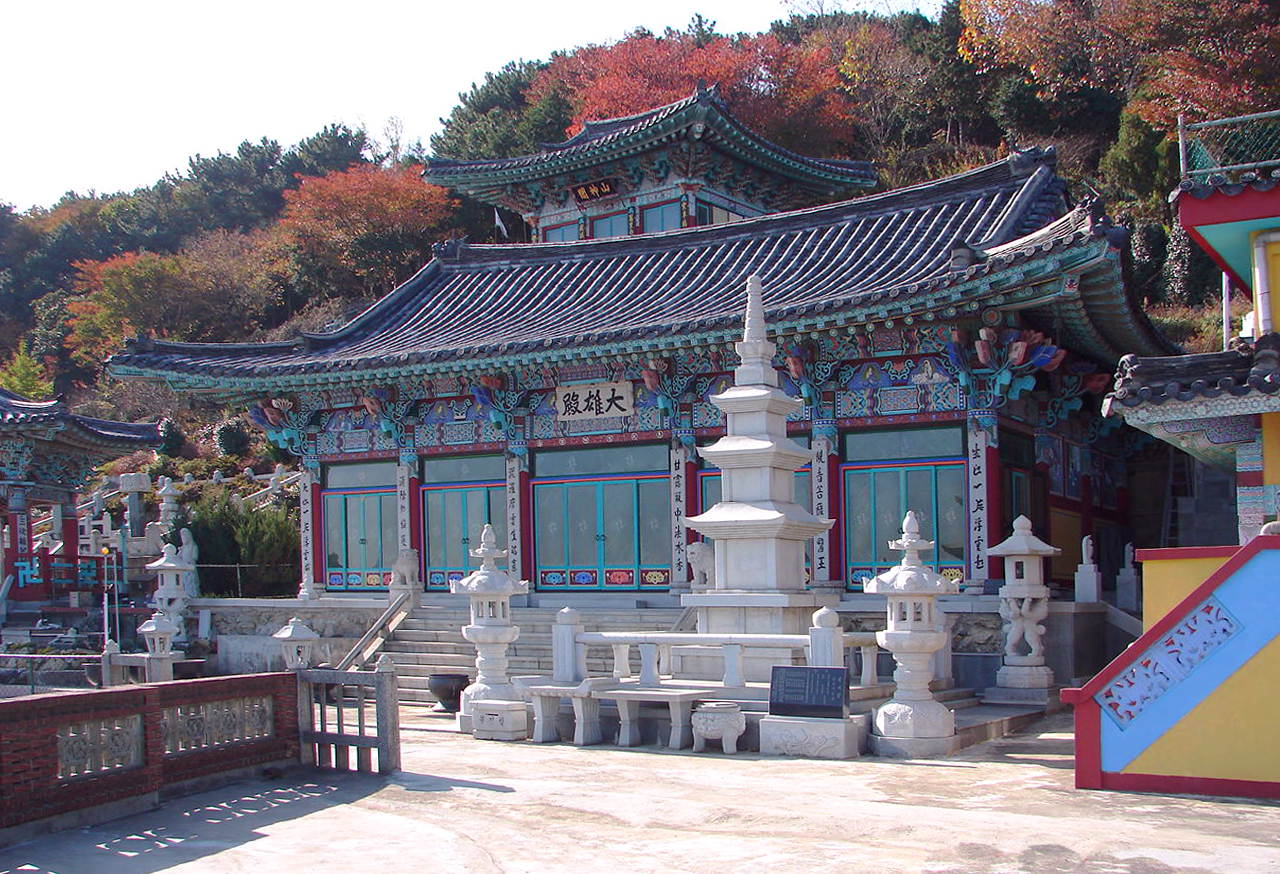
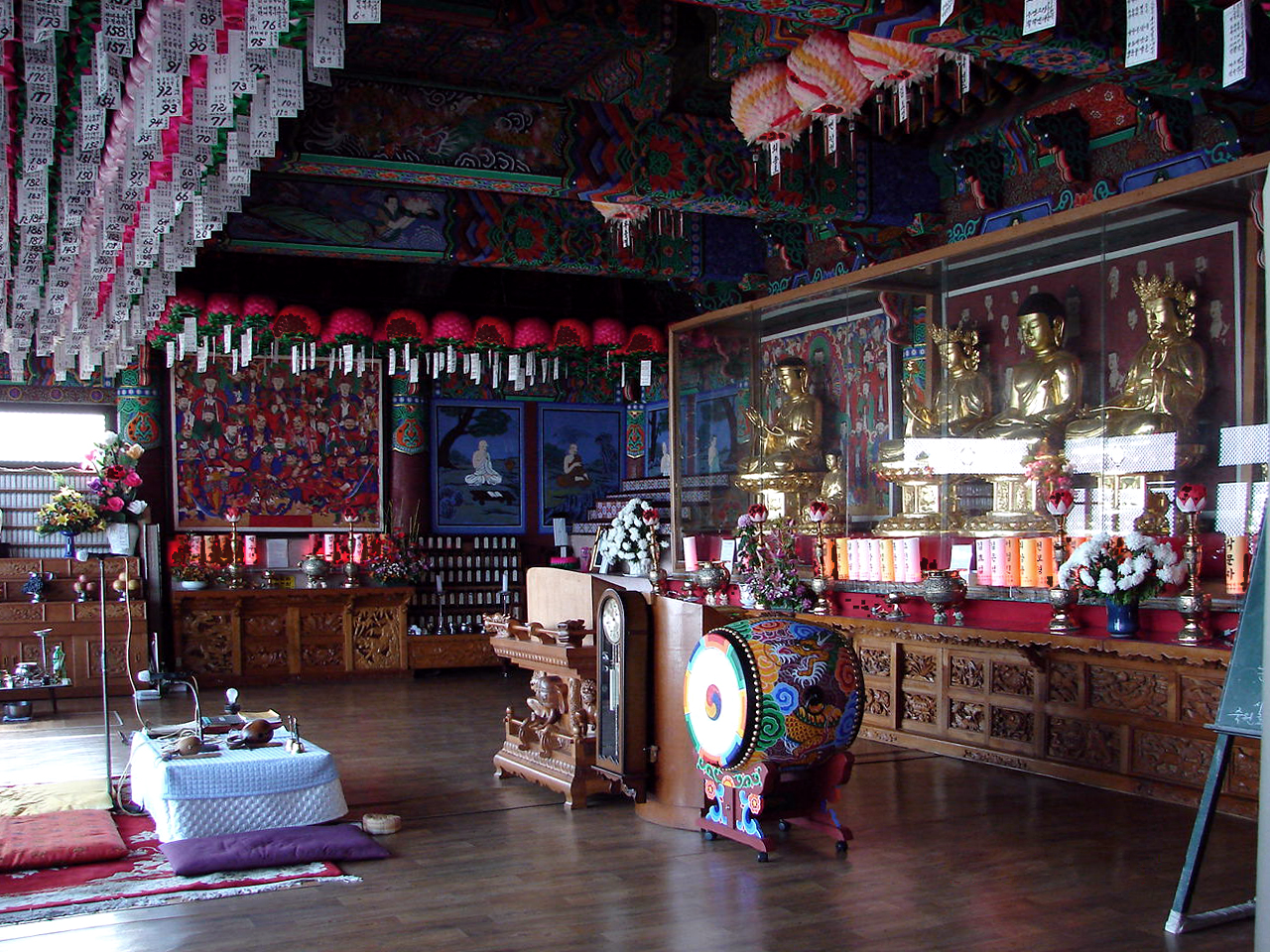
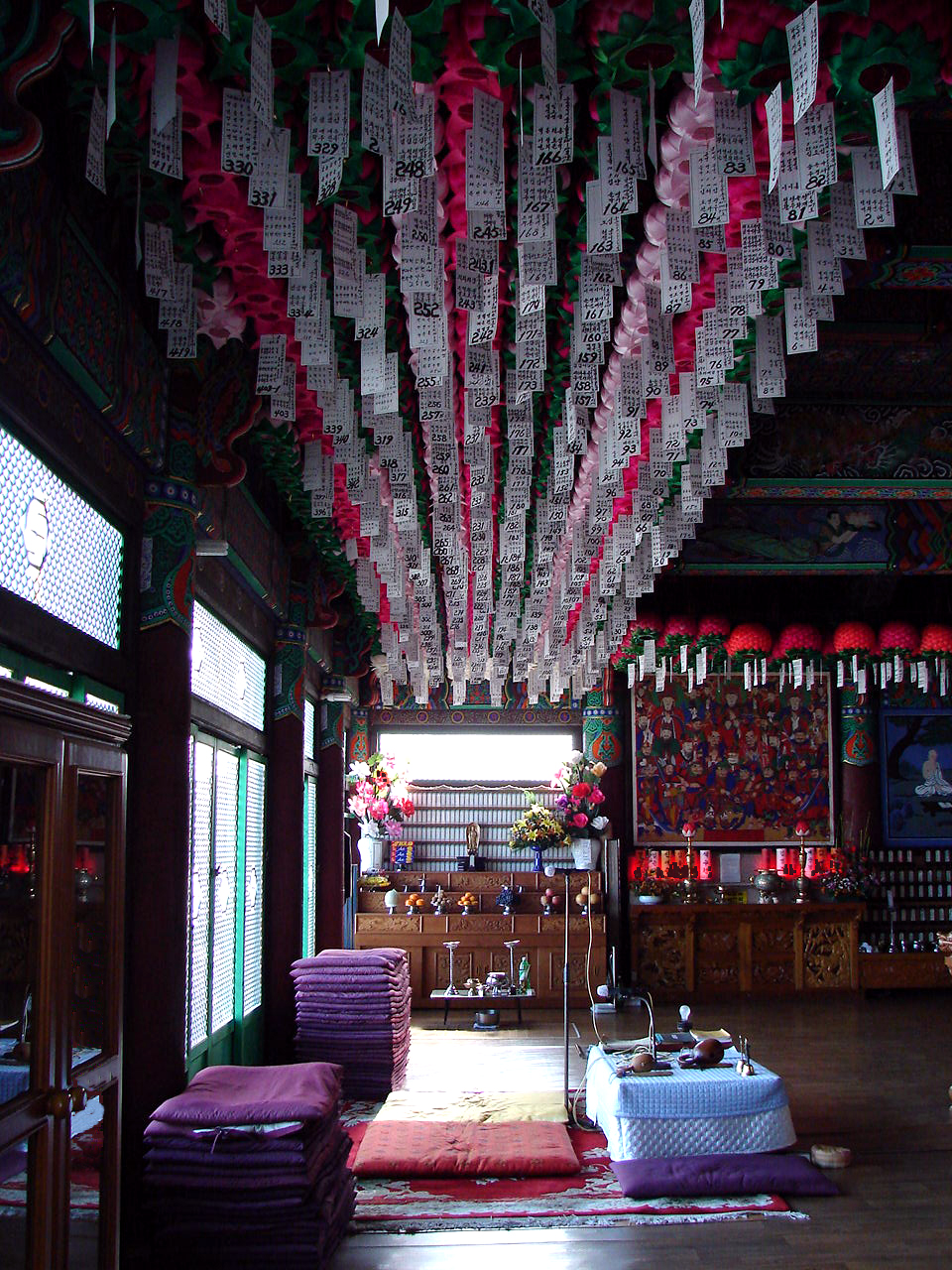

## Divisiones

- Choryang-dong
- Sujeong-dong
- Jwacheon-dong
- Beomil-dong